# Staro Selo (Velika Plana)
Staro Selo (kyrillisch Старо Село) ist ein Dorf im serbischen im Okrug Podunavlje in der Opština Velika Plana. Der Name Staro Selo bedeutet auf Deutsch Altes Dorf. 2002 wohnten in Staro Selo 3.235 Menschen, davon waren 98 % Serben, 1 % Roma und 1 % Jugoslawen. Laut Volkszählung von 2011 hatte Staro Selo 2733 Einwohner.
Benachbarte Ortschaften sind Velika Plana, Novo Selo und Markovac.

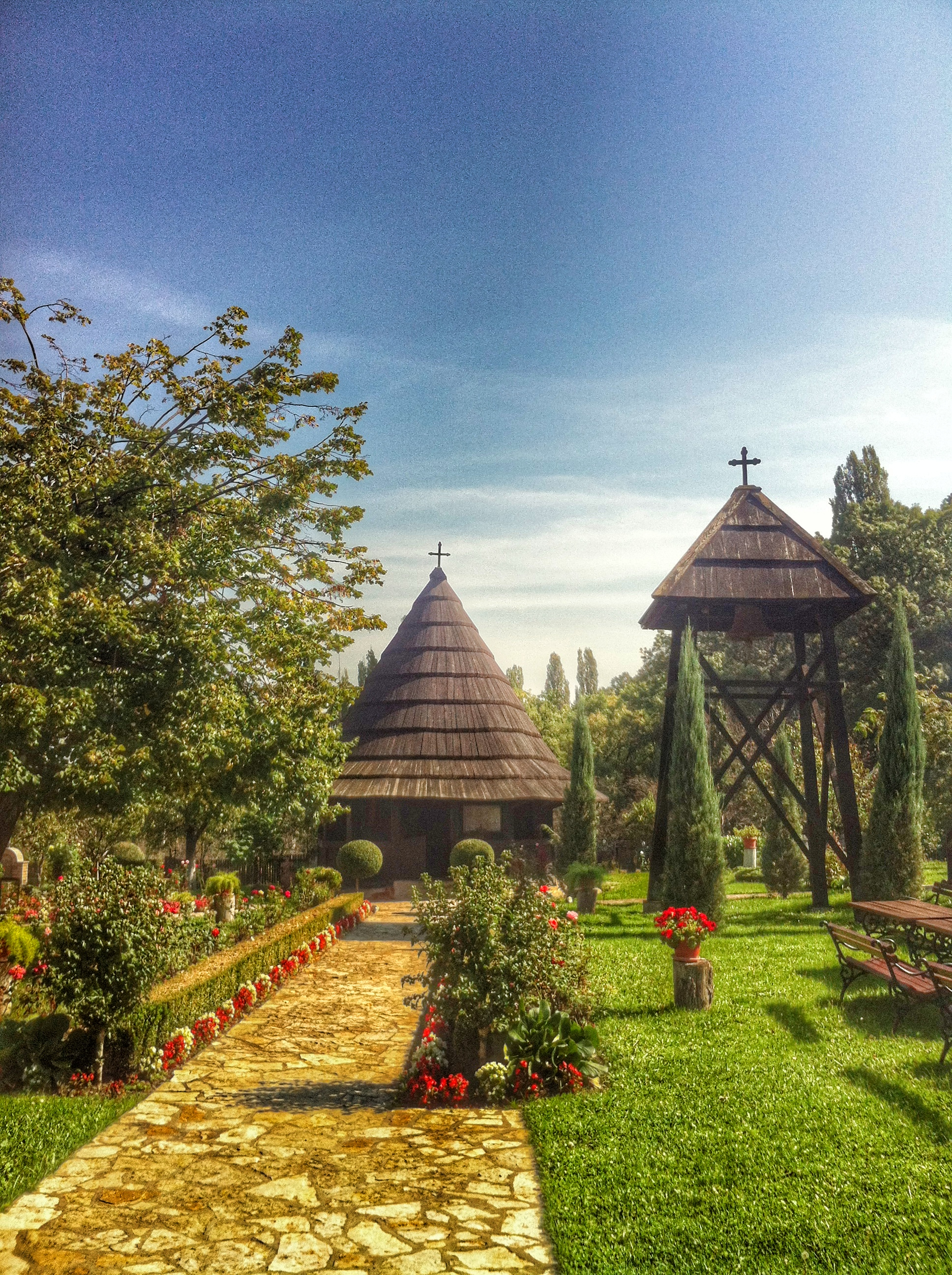
Kloster „Pokajnica“